# Lista över offentlig konst i Klippans kommun
Lista över offentlig konst i Klippans kommun är en ofullständig förteckning över främst utomhusplacerad offentlig konst i Klippans kommun.
| Titel                 | Konstnär(er)              | Årtal | Beskrivning | Typ - material                       | Plats Koordinater                                           | Bild          |
| --------------------- | ------------------------- | ----- | ----------- | ------------------------------------ | ----------------------------------------------------------- | ------------- |
| Tre gäss              | Elma Oijens Holger Oijens | 1967  |             | skulptur - nickelbrons               | i kvarteret Tingshuset koordinater saknas                   |               |
| Ömsesidigt förtroende | Pietro Montana            | 1953  |             | staty - brons                        | utanför Gamla Tingshuset koordinater saknas                 |               |
| Passage i rött        | Freddy Fraek Gun Gordillo | 1988  |             | skulptur - granit, lackerade stålrör | på torget i Klippan koordinater saknas                      |               |
| Fridens källa         | Antonio Pasquini          | 2012  |             | skulptur - Carraramarmor             | framför entrén till kvarteret Väpnaren koordinater saknas   |               |
| Fåglar                | Fred Åberg                |       |             | skulptur - brons                     | utanför matsalen Senioren koordinater saknas                |               |
| Gårdsgatan            | Rolf Larsson              |       |             | granit                               | entrén till Storgatan samt på Allétorget koordinater saknas |               |
| Möllesäck             | Jonas Fröding             | 1946  |             | skulptur                             | utanför biblioteket i Klippans centrum koordinater saknas   |               |
| Delfiner              | Elma Oijens               |       |             | skulptur - brons                     | bakom Simhallen koordinater saknas                          |               |
| Kulstötaren           | Edvin Willhelm Henning    | 1963  |             | skulptur - brons                     | utanför Simhallen koordinater saknas                        |               |
| Nådens skålar         | Christian Berg            | 1976  |             | skulptur - sten                      | utanför S:t Petri kyrka koordinater saknas                  | Nådens skålar |
| Fredsfågel            | Okänd                     | 2018  |             | marmor                               | Kvarter Bågen koordinater saknas                            |               |
| Beskyddare            | Antonio Pasquini          |       |             | skulptur - svart diabas              | Ljungbyhed Stadsparken koordinater saknas                   |               |